# Bufonia capsularis
Bufonia capsularis är en nejlikväxtart som beskrevs av Pierre Edmond Boissier och Hausskn. Bufonia capsularis ingår i släktet Bufonia och familjen nejlikväxter. Inga underarter finns listade i Catalogue of Life.